# Nau Nihal Singh
Nau Nihal Singh, född 1821, död 1840, var monark av det Sikhiska riket från oktober 1839 till 1840.
Han var son till Kharak Singh och Chand Kaur. Han mördade och efterträdde sin far, avsattes och mördades av sin visir, och efterträddes av sin mor.